# Дехаан, Дэйн
Дэйн Уи́льям Дехаа́н (англ. Dane William DeHaan, /dəˈhɑːn/; род. 6 февраля 1986, Аллентаун, Пенсильвания) — американский актёр, известный благодаря ролям Эндрю Детмера в фильме «Хроника», Люсьена Карра в фильме «Убей своих любимых», Гарри Озборна в фильме «Новый Человек-паук: Высокое напряжение» и Валериана в фильме «Валериан и город тысячи планет».

## Биография
Дэйн Дехаан родился 6 февраля 1986 года в городе Аллентаун, штат Пенсильвания, в семье Джеффа Дехаана и Синтии Боша. У Дехаана есть старшая сестра Меган и племянник Эддисон.
Окончил Старшую школу Эммаус, а затем Школу искусств Университета Северной Каролины. Эпизодические роли в сериале «Закон и порядок: Специальный корпус» и фильме A.K.A.: It’s a Wiley World! не принесли ему популярности, но дали хороший старт зарождающейся актёрской карьере. Следующим проектом стал отмеченный премией «Золотой глобус» сериал «Пациенты», где партнёром Дехаана был знаменитый актёр Гэбриэл Бирн.
Именно тогда началась настоящая творческая жизнь Дехаана. Критики с восторгом приняли его безупречную игру, а режиссёры заинтересовались молодым и перспективным актёром. Он получил роль в сериале «Настоящая кровь», дебютировал на Бродвее в постановке American Buffalo, приступил к съёмкам двух связанных друг с другом фильмов «Фактор риска» и «Тень из прошлого», в которых сыграл пусть не главную, но вполне весомую роль. В 2010 году вышли фильмы «Амиго» и The Layla Project, в которых Дехаан также сыграл далеко не основных персонажей.
В 2011 году он получил главную роль в фантастическом триллере «Хроника», нашедшем положительный отклик у зрителей. После этого фильма Дехаан проснулся знаменитым. На него как из рога изобилия посыпались роли в фильмах с мировыми знаменитостями, такими как Том Харди, Риз Уизерспун, Колин Ферт, Райан Гослинг, Брэдли Купер, Роуз Бирн, а также Дэниел Рэдклифф. В 2014 году сыграл главную роль в клипе группы Imagine Dragons на песню I Bet My Life.
12 мая 2015 года Люк Бессон на своей страничке в Facebook написал, что пригласил Дэйна Дехаана на главную роль в свой будущий фильм «Валериан и город тысячи планет».
В 2017 году на большие экраны вышли три фильма с его участием в главной роли — «Лекарство от здоровья», «Валериан и город тысячи планет», где его партнёршей по фильму стала Кара Делевинь, и «Тюльпанная лихорадка».

## Личная жизнь
30 июня 2012 года женился на актрисе Анне Вуд, с которой встречался 6 лет до их свадьбы. 2 апреля 2017 года у пары родилась дочь Боуи Роуз Дехаан. 28 мая 2020 года у пары родился сын Бёрт Аполло Дехаан.

## Фильмография
| Год       |     | Русское название                       | Оригинальное название                       | Роль                          |
| --------- | --- | -------------------------------------- | ------------------------------------------- | ----------------------------- |
| 2008      | с   | Закон и порядок: Специальный корпус    | Law & Order: Special Victims Unit           | Винсент Бекуит                |
| 2008      | кор | —                                      | Stormy Weather                              | Льюис                         |
| 2010      | тф  | Фактор риска                           | At Risk                                     | Кэл Трэдд                     |
| 2010      | тф  | Тень из прошлого                       | The Front                                   | Кэл Трэдд                     |
| 2010      | ф   | Амиго                                  | Amigo                                       | Гил                           |
| 2010      | с   | Пациенты                               | In Treatment                                | Джесси Д’Амато                |
| 2010      | кор | Проект «Лейла»                         | The Layla Project                           | Эрик                          |
| 2011      | с   | Настоящая кровь                        | True Blood                                  | Тимбо                         |
| 2012      | ф   | Хроника                                | Chronicle                                   | Эндрю Детмер                  |
| 2012      | ф   | Джек и Дайан                           | Jack and Diane                              | Крис                          |
| 2012      | ф   | Самый пьяный округ в мире              | Lawless                                     | Крикет Пейт                   |
| 2012      | ф   | Место под соснами                      | The Place Beyond the Pines                  | Джейсон                       |
| 2012      | ф   | Линкольн                               | Lincoln                                     | второй белый солдат           |
| 2013      | ф   | Убей своих любимых                     | Kill Your Darlings                          | Люсьен Карр                   |
| 2013      | ф   | Узел дьявола                           | Devil's Knot                                | Крис Морган                   |
| 2013      | ф   | Metallica: Сквозь невозможное          | Metallica Through the Never                 | Трип                          |
| 2014      | ф   | Если твоя девушка — зомби              | Life After Beth                             | Зак Орфман                    |
| 2014      | ф   | Новый Человек-паук: Высокое напряжение | The Amazing Spider-Man 2: Rise of Electro   | Гарри Озборн / Зелёный гоблин |
| 2015      | ф   | Рыцарь кубков                          | Knight of Cups                              | Пол                           |
| 2015      | ф   | Лайф                                   | Life                                        | Джеймс Дин                    |
| 2016      | ф   | Влюблённые и медведь                   | Two Lovers and a Bear                       | Роман                         |
| 2016      | мф  | Балерина                               | Ballerina                                   | Виктор                        |
| 2016      | ф   | Лекарство от здоровья                  | A Cure for Wellness                         | Локхарт                       |
| 2017      | ф   | Тюльпанная лихорадка                   | Tulip Fever                                 | Жан Ван Лоос                  |
| 2017      | ф   | Валериан и город тысячи планет         | Valerian and the City of a Thousand Planets | майор Валериан                |
| 2018      | мф  | —                                      | The Boxcar Children: Surprise Island        | Джон Джозеф Олден             |
| 2019      | ф   | Малыш Кид                              | The Kid                                     | Билли                         |
| 2019—2020 | с   | НольНольНоль                           | ZeroZeroZero                                | Крис Линвуд                   |
| 2020      | с   | Незнакомец                             | The Stranger                                | Карл И.                       |
| 2021      | с   | История Лизи                           | Lisey’s Story                               | Джим Дули                     |
| 2022      | с   | Лестница                               | The Staircase                               | Клейтон Питерсон              |
| 2023      | ф   | Оппенгеймер                            | Oppenheimer                                 | Кеннет Николс                 |
| 2023      | ф   | Дурные деньги                          | Dumb Money                                  | Брэд                          |